# 七律·长征
长征，或称“七律·长征”，是毛泽东1935年9月创作的一首七言律诗。被选入人教版小学教科书。

## 创作背景
1935年9月18日，毛泽东率领中央红军（陕甘支队）离开腊子口，向哈达铺前进，途中翻越终年积雪的岷山。9月20日上午，毛泽东、周恩来率部抵达甘南小镇哈达铺。侦察连从哈达铺的邮局缴获了一批报纸，毛泽东得知了陕北红军良好的发展情况，决定前往陕北落脚，最终确定了红军长征的终点。毛泽东写下来《七律·长征》《十六字令三首》《念奴娇·昆仑》《清平乐·六盘山》等几首诗词。
毛泽东创作《七律·长征》的时间应是1935年9月20日至29日之间，但该诗1957年1月在《诗刊》出版时标注的写作时间是1935年10月，原因是依循惯例，诗词写作时间以修改定稿时间为准。

## 传播
1935年9月29日，红军攻占通渭县城，当晚在通渭县城内文庙举行晚会，毛泽东曾在晚会上朗诵了《七律·长征》。2000年9月，当地在毛泽东朗诵《长征》的原址，刻了一座《七律·长征》诗碑来纪念这一事件。
1936年7月至10月，美国记者埃德加·斯诺到陕北采访红军。毛泽东在接受采访时，将《七律·长征》抄给斯诺。斯诺在吴亮平的帮助下英译了此诗，写进采访记录中。1937年4月，斯诺的《外国记者西北印象记》（又名《前西行漫记》）在北平秘密出版，此书首页刊有该诗；10月，斯诺的《红星照耀中国》英语原版在英国出版，书中刊有该诗；1938年2月，《红星照耀中国》中译本，更名为《西行漫记》在上海出版，书中也刊有该诗。这些书籍的出版使《长征》一诗得到了广泛传播。
1939年5月，毛泽东《七律·长征》的手书稿在鲁迅艺术学院举办了一个展览会中展出。之后多份中共刊物曾刊登该诗，文字却存在一些差异，可能是传抄中发生的错误或作者曾进行修改。
1952年元旦，罗元贞教授在给毛泽东的信中建议，将“金沙浪拍悬崖暖”一句中的“浪”改为了“水”，以避免与“五岭逶迤腾细浪”中的“浪”字重复。毛泽东接受了这一修改意见，并于1月9日给罗元贞亲笔回信。

## 作者批注和解释
- 1957年，该诗在《诗刊》发表，毛泽东在“自注”中说明：“水拍：改浪拍。这是一位不相识的朋友建议如此改的，他说不要一篇内有两个浪字，是可以的。”
- 1958年12月，文物出版社排印的《毛主席诗词十九首》中的《七律·长征》，毛泽东除再一次提到上者，还对“三军”做了解释：“三军：红军一方面军，二方面军，四方面军。不是海、陆、空三军，也不是古代晋国所作上军、中军、下军的三军。”
- 1963年1月，毛泽东应英译本《毛主席诗词》译者的请求，就自己诗词中的一些词句作了口头解释。关于《七律·长征》，他解释“五岭逶迤腾细浪，乌蒙磅礴走泥丸”：“把山比作‘细浪’、‘泥丸’，是‘等闲’之意。”并对当时《解放军文艺》杂志发表的一篇学习《七律·长征》的文章中认为该句体现了运动战思想的观点做了否认。[1]

## 歌曲
该诗同其他毛泽东诗词一样，曾被众多作曲家谱曲，其中传唱最广的版本是彦克、吕远作曲《七律·长征》，该曲是一部合唱作品，是毛泽东诗词歌曲的代表性作品之一。该歌曲成名于1964年的大型音乐舞蹈史诗《东方红》，是彦克等为这次演出而创作，创作手法为男高音独唱、合唱交替，由贾世俊领唱，位于演出的第三场《万水千山》。